# Армстронг, Джеймс
Джеймс А́рмстронг (англ. James Armstrong; 1728 — 1800) — в основном известен как один из претендентов на пост президента Соединенных Штатов на выборах 1789, на которых Джордж Вашингтон стал президентом. Армстронг служил майором во время войны за независимость США. После войны он обосновался в городе Камдене штата Джорджия , где он работал в законодательном собрании штата в 1787 и 1790 г. В 1788 году он был избран в Исполнительный совет штата и служил на этой должности, во время собрания Коллегии выборщиков в 1789 года.